# Skogskyrkogården
Šumovito groblje (švedski: Skogskyrkogården) je groblje u južnoj oblasti središnjeg Stockholma, Enskededalenu. Izgradili su ga od 1917. do 1920. godine dva mlada arhitekta, Gunnar Asplund i Sigurd Lewerentz, na mjestu gdje se prije vadio šljunak, a koje je bilo prekriveno gustom borovom šumom. Arhitekti su uklopili vegetaciju s arhitekturom iskoristivši nepravilnosti tla kako bi stvorili krajolik koji se sjajno uklopio u svoju funkciju. Građevine su također značajne jer prikazuju prijelaz iz nacionalističkog romantizma u moderni funkcionalizam. Šumovito groblje je snažno utjecalo na razvoj sličnih kompleksa širom svijeta, zbog čega je upisano na UNESCO-ov popis mjesta svjetske baštine u Europi 1994. godine. 
Šumovito groblje ima monumentalni krematorij s nekoliko kapela: Vjere, Svetog Križa i Šumovita kapela. One su bile vrhunac arhitekture Gunnara Asplunda, a otvorene su netom prije njegove smrti 1940. godine.
Iako na njemu nije sahranjen veliki broj slavnih Šveđana, kao na starijem groblju u Stockholmu -  Norra begravningsplatsenu, ono je velika turistička atrakcija. U paviljonu Tallum, posjetitelji mogu pogledati izložbu o nastanku groblja i njegovim arhitektima.
Na groblju su sahranjeni neki od slavnih osoba kao što su:
- Anton Nilson (1887. – 1989.), revolucionar i komunist
- Gunnar Asplund (1885. – 1940.), arhitekt
- Greta Garbo (1905. – 1990.), glumica
- Ivar Lo-Johansson (1901. – 1990.), spisatelj
- Oscar A.C. Lund (1885. – 1963.), glumac i redatelj
- Lennart "Nacka" Skoglund (1929. – 1975.), nogometaš
- Alma Johansson (1880. – 1970.), misionar

- Pogled iz zraka na Šumovito groblje (1946.)
- Šumoviti krematorij
- Skulptura Uskrsnuća u kapeli Svetog Križa
- Paviljon Tallum
- Šumovita kapela

## Vanjske poveznice
- Službene stranice (šved.)
- Švedska nacionalna baština  Arhivirana inačica izvorne stranice od 25. siječnja 2011. (Wayback Machine) (šved.)
- Panoramski pogled na Šumovito groblje  Arhivirana inačica izvorne stranice od 18. listopada 2012. (Wayback Machine) (šved.)

### Ostali projekti
|  | Zajednički poslužitelj ima još gradiva o temi Skogskyrkogården |